# Divoplod

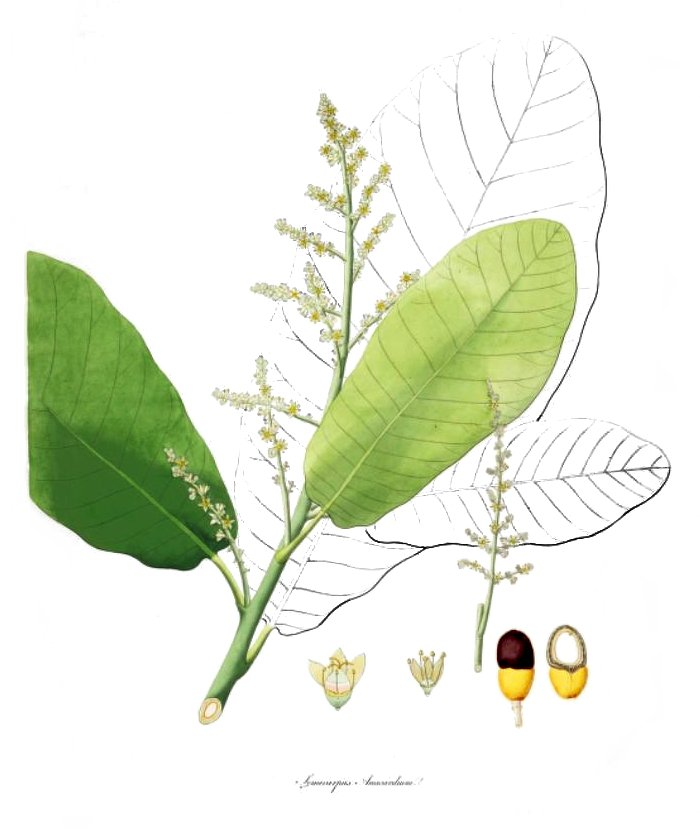
Ilustrace divoplodu ledviníkového z roku 1795

Divoplod (Semecarpus) je rod rostlin z čeledi ledvinovníkovité. Jsou to převážně stromy s jednoduchými střídavými listy a drobnými květy v latovitých nebo hroznovitých květenstvích. Plodem je peckovice podepřená zdužnatělou stopkou. Rod zahrnuje asi 88 druhů a je rozšířen v tropické Asii, severovýchodní Austrálii a Tichomoří.
Nejznámějším druhem je divoplod ledviníkový, důležitá léčivá rostlina tradiční indické medicíny. Divoplody způsobují při kontaktu šťávy s pokožkou těžké dermatitidy podobně jako jedovatce. Míšek podepírající plod je však u některých druhů jedlý.

## Popis
Divoplody jsou převážně stromy, řidčeji malé stromky nebo keře. Některé druhy rostoucí v podrostu tropických lesů (např. Semecarpus magnificus) vytvářejí přímý nevětvený kmínek, na jehož vrcholu je růžice rozměrných, téměř přisedlých listů. Při poranění roní ostrou, mléčnou a na vzduchu černající pryskyřičnatou šťávu. Rostliny jsou nejčastěji dvoudomé s jednopohlavnými květy, výjimečně polygamní. Listy jsou jednoduché, řapíkaté, celokrajné, střídavé, spirálně uspořádané, někdy nahloučené a téměř přeslenité.
Květy jsou většinou pětičetné nebo řidčeji čtyřčetné, uspořádané ve vrcholových nebo úžlabních, latovitých nebo hroznovitých květenstvích. Některé druhy jsou kauliflorní. Samičí květy bývají větší než samčí. Stopky květů jsou přinejmenším při bázi článkované. Kalich je čtyř nebo pětilaločný. Korunní lístky jsou volné. Tyčinek je 5 nebo případně 4 a mají šídlovité nitky. V květech je přítomen intrastaminální plochý disk. Semeník je svrchní, někdy však vlivem zanoření do žláznatého disku vypadá jako polospodní. Obsahuje jedinou komůrku a nese 3 vrcholové čnělky. Plodem je peckovice podepřená žlutým nebo červeným dužnatým hypokarpem, tvořeným zdužnatělým kalichem a květní stopkou. Peckovice je často zploštělá. V oplodí se nachází ostrá pryskyřice podobně jako u ledvinovníku.

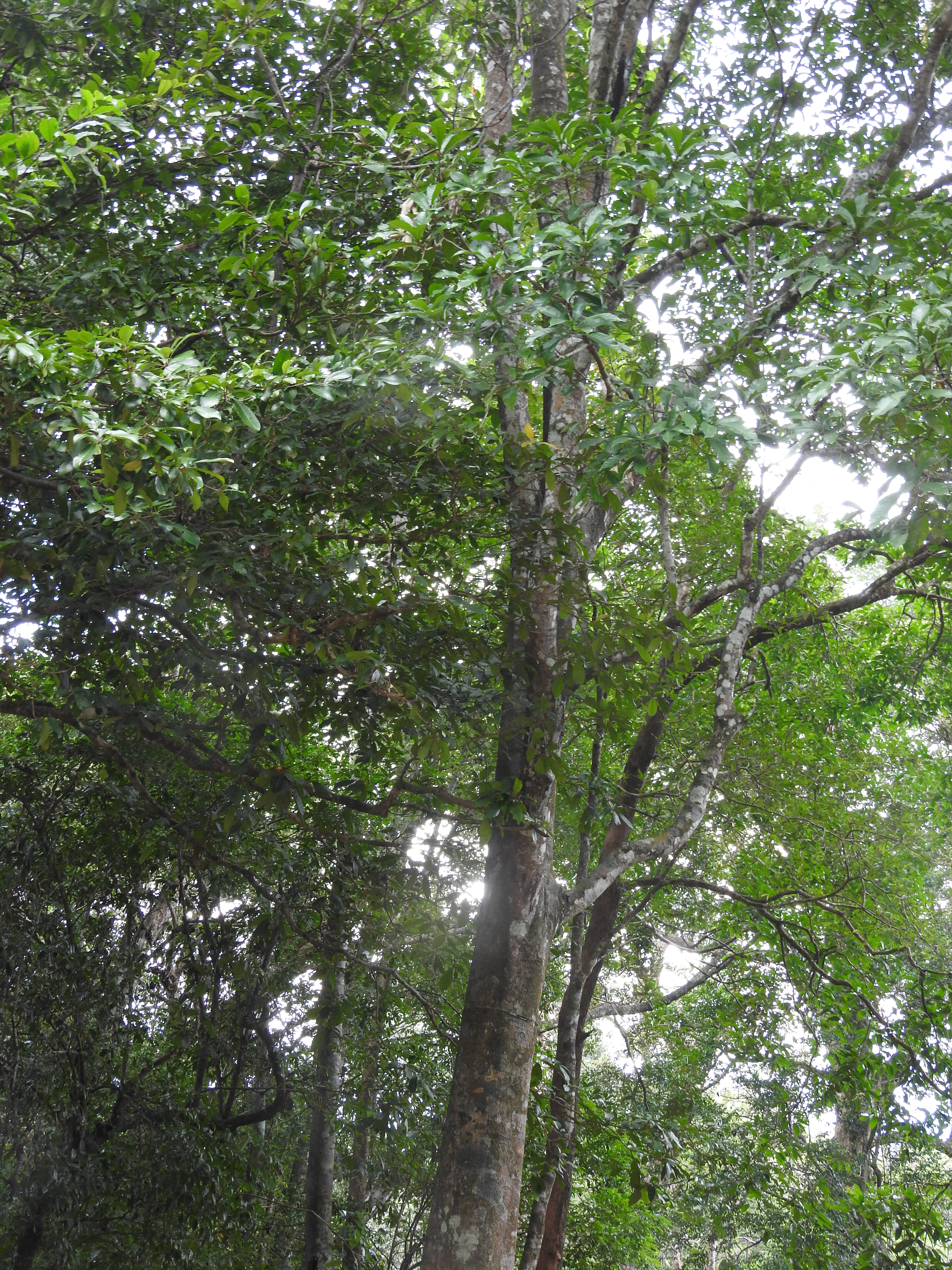
Divoplod Semecarpus auriculata v Indii
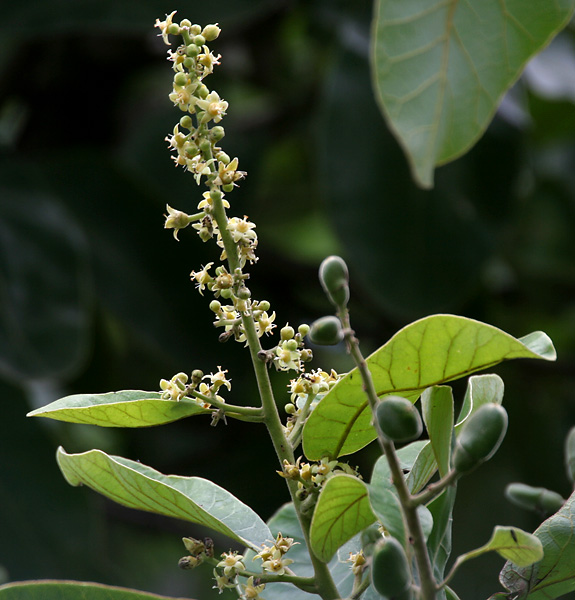
Květenství divoplodu ledviníkového
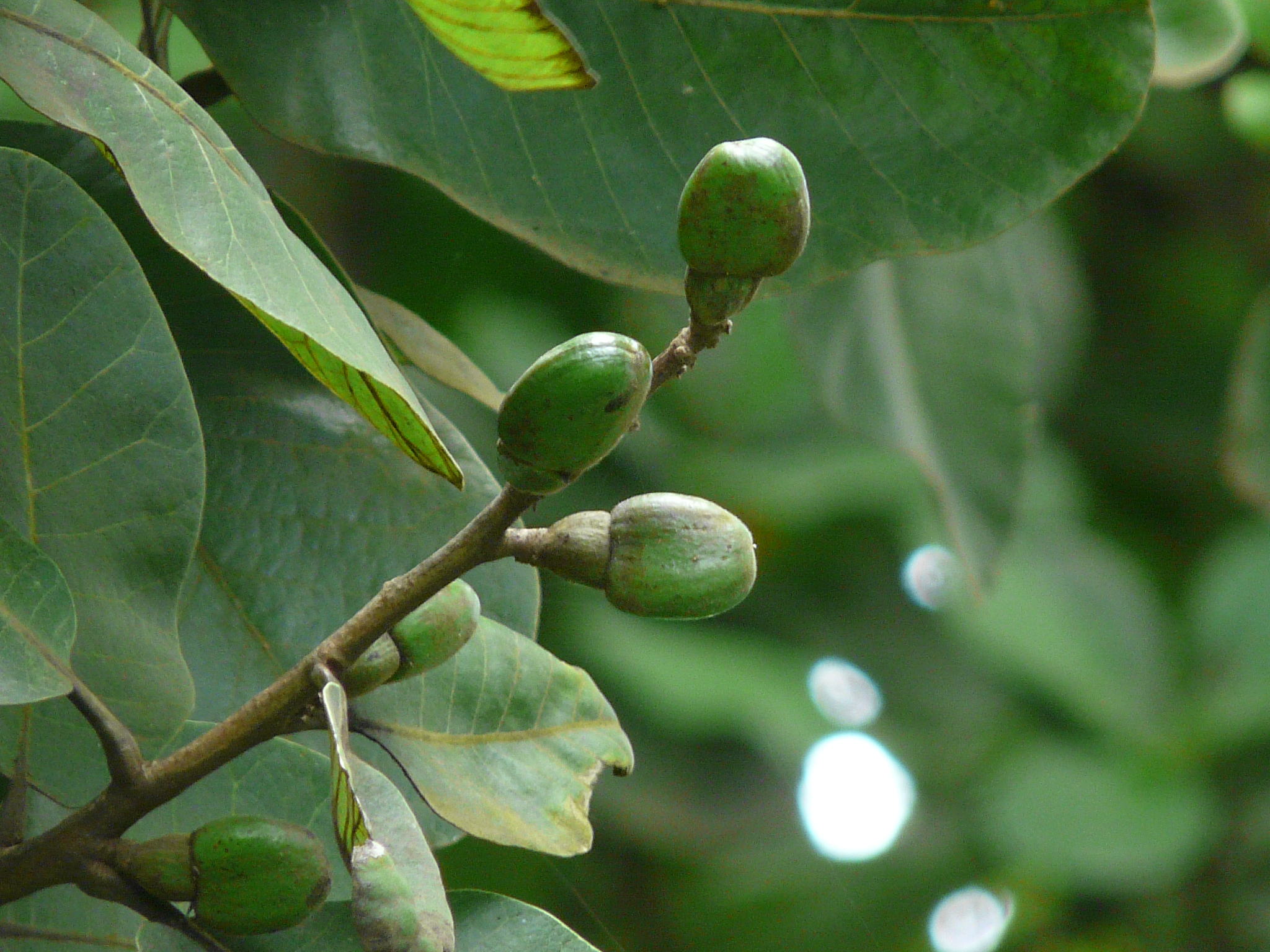
Nedozrálé plody divoplodu ledviníkového
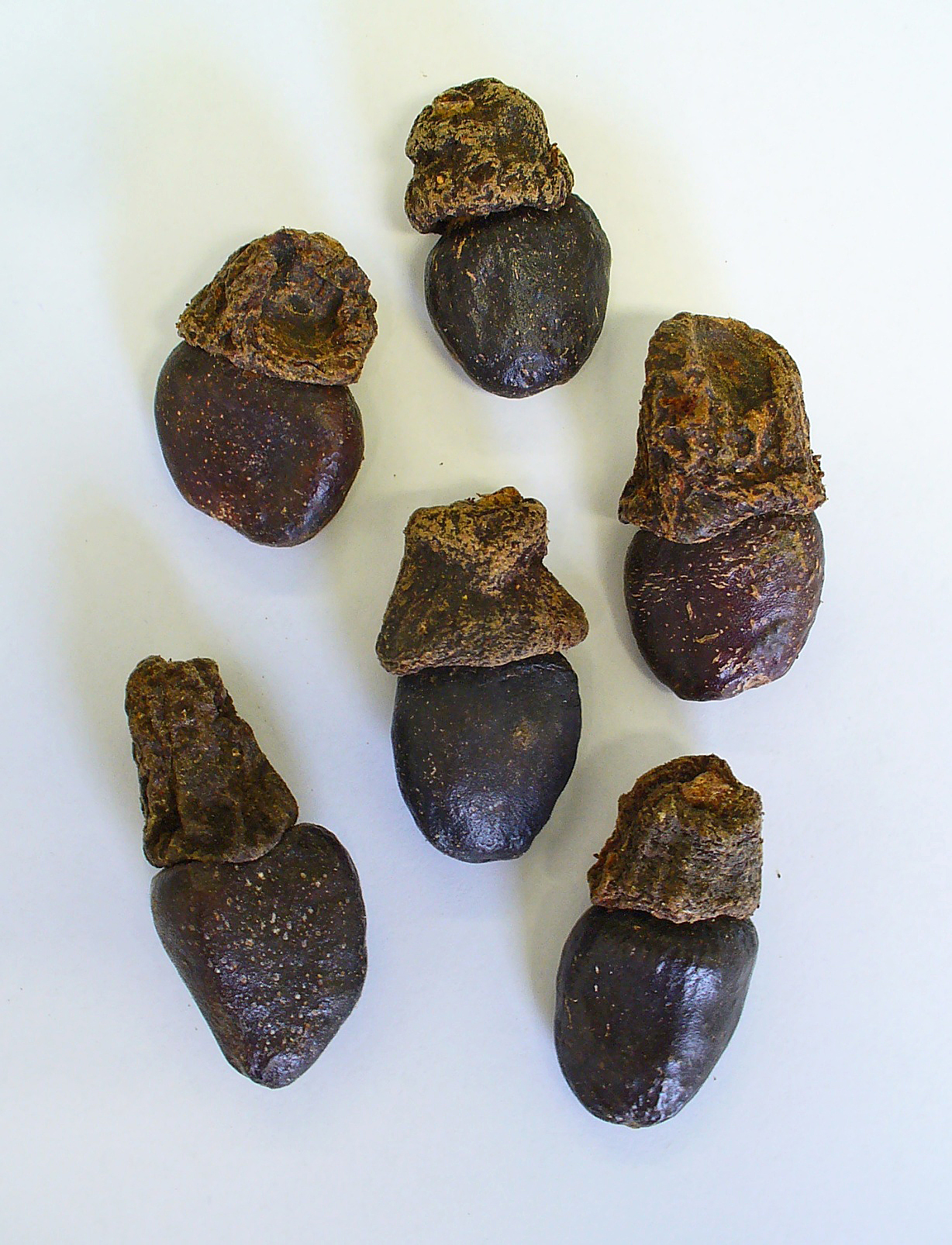
Suché plody divoplodu ledviníkového

## Rozšíření
Rod divoplod je po rodu Searsia co do počtu druhů druhý nejbohatší rod čeledi ledvinovníkovité. Zahrnuje asi 88 druhů a je rozšířen v tropech Starého světa od Indie a Srí Lanky přes jižní Čínu, Indočínu, jihovýchodní Asii a Novou Guineu až po ostrovy Fidži v Tichomoří. Vyskytuje se také na Tchaj-wanu a v australském Queenslandu. Z kontinentální Číny jsou uváděny dva druhy.
Divoplody rostou převážně v primárních tropických deštných lesích v nízkých až středních nadmořských výškách, příležitostně i v horských lesích až do nadmořských výšek okolo 2000 metrů. Občas se vyskytují v periodicky zaplavovaných oblastech nebo rašelinných lesích, monzunových lesích, sekundárních lesních porostech nebo na výchozech vápenců či ultrabazických hornin (hadce ap.). Většina druhů dosahuje středního až téměř horního patra pralesa, některé jsou malé stromky rostoucí v podrostu. Druh Semecarpus heterophyllus je běžným druhem v sezónně suchých teakových lesích na Jávě.

## Ekologické interakce

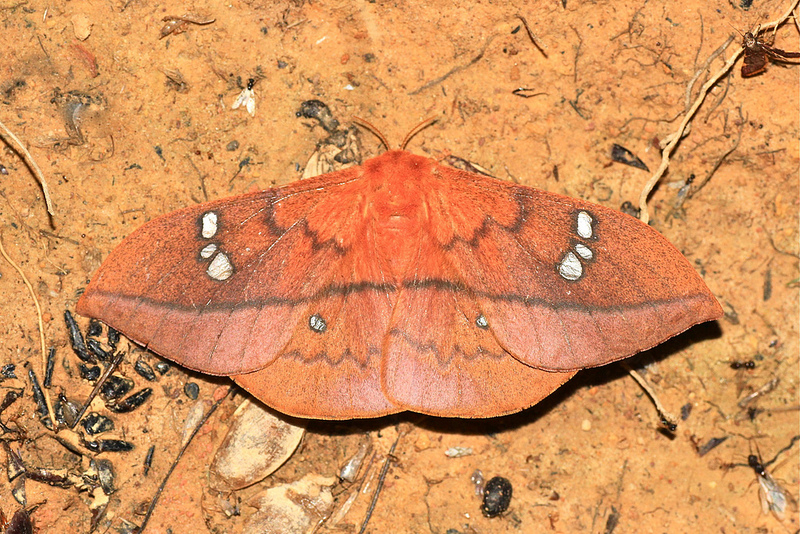
Martináč Cricula trifenestrata

Dužnatý útvar podepírající plod je vyhledáván různými plodožravými živočichy a napomáhá tak šíření semen.
Divoplod ledviníkový je v Indii živnou rostlinou martináče Cricula trifenestrata.
Divoplod Semecarpus myrmecophila a některé další druhy na Nové Guineji žijí v symbióze s mravenci (myrmekofilie). Mravenci odstraňují ze středu větévek dřeň a vzniklé dutiny osidlují. Na oplátku poskytují rostlině ochranu před býložravci.

## Obsahové látky a jedovatost
Jako hlavní obsahové látky byly u divoplodu ledviníkového zjištěny biflavonoidy, fenolické sloučeniny, bhilawanoly, dále jsou přítomny vitamíny, aminokyseliny a minerální látky.
Divoplody jsou nebezpečné rostliny. Účinnou složkou jsou látky ze skupiny urushiolů. Opakovaný kontakt se šťávou obsaženou v pryskyřičných kanálcích tohoto a některých dalších asijských rodů (Gluta, Melanochyla, Swintonia) vede k senzibilaci a následným prudkým alergickým reakcím (dermatitida) podobně jako u známého jedovatce. Reakce se projevuje zejména zarudnutím, otokem, tvorbou puchýřů a mokváním, bývá bolestivá a může mít vážný průběh. Nedoporučuje se ani schovávat se pod stromem před deštěm, neboť aktivní látky splachuje z listů. Vytěžené dřevo musí být po vysušení několik let skladováno, dokud z něj tyto látky nevyprchají.

## Taxonomie
Rod Semecarpus je v rámci čeledi Anacardiaceae řazen do podčeledi Anacardioideae a tribu Semecarpeae. Daný tribus obsahuje dále rody Drimycarpus, Holigarna, Melanochyla a Nothopegia. Všechny tyto rody se rovněž vyskytují v tropické Asii. Jedná se o taxonomicky značně komplikovaný a dosud nedostatečně prozkoumaný rod. Jednotlivé druhy jsou si dosti podobné a na listech i květech je jen málo spolehlivých rozlišovacích znaků. Některé druhy jsou navíc silně variabilní. Protože stromy většinou kvetou simultánně, jen zřídka je v jednotlivých herbářových sběrech zastoupen kvetoucí i plodný materiál, navíc se vesměs jedná o dvoudomé rostliny.

## Zástupci
- divoplod ledviníkový (Semecarpus anacardium)

## Význam
Odvar z jader plodů divoplodu ledviníkového v mléce je významnou složkou tradiční indické medicíny (Ájurvéda, Sidha, Unani) a je využíván k léčení řady chorob. K léčebným účelům slouží též olej ze semen nebo přímo drcená semena. Využívány jsou i jiné druhy, např. S. kurtzii.
Černá šťáva divoplodu ledviníkového je po smíchání s kamencem nebo vápennou vodou místně používána jako inkoust.
Míšek podepírající plod divoplodu ledviníkového a některých dalších druhů (S. cassuvium, S. forstenii) je jedlý.